# Uranotaenia lucyae
Uranotaenia lucyae is een muggensoort uit de familie van de steekmuggen (Culicidae). De wetenschappelijke naam van de soort is voor het eerst geldig gepubliceerd in 1954 door van Someren.